# Misión Stereo
STEREO (sigla de Solar TErrestrial RElations Observatory, en español, Observatorio de Relaciones Solar-Terrestres), es una misión de observación solar, lanzada por la NASA el 26 de octubre de 2006. Consiste en dos satélites casi idénticos, provistos de instrumentos para obtener imágenes estereoscópicas del Sol y de los fenómenos solares, como la eyección de masa coronal (EMC), erupciones que pueden desatar serias tormentas magnéticas en la Tierra y afectar la infraestructura eléctrica, las comunicaciones vía satélite y la aeronavegación.
La misión es liderada por la NASA y el Laboratorio de Física Aplicada de la Universidad Johns Hopkins de Maryland. Entre los constribuyentes más destacados de esta misión espacial está el Reino Unido que dotó a las sondas de sus sistemas de cámaras, que incluyen aparatos especializados en imágenes heliosféricas.
Las dos sondas de STEREO fueron lanzadas el 26 de octubre de 2006. El 15 de diciembre de ese año, en la quinta órbita, ambas sondas utilizaron la órbita de la luna para situarse en una órbita heliocéntrica.

## Instrumental

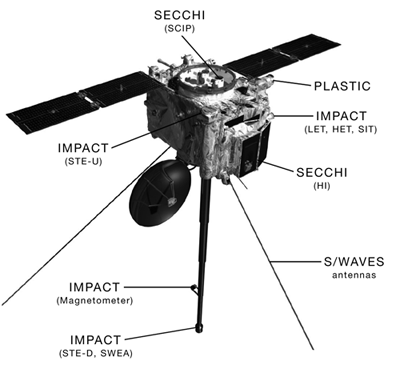

Cada sonda posee cámaras, detectores de partículas y de radio en cuatro paquetes de instrumentos:
- Sun Earth Connection Coronal and Heliospheric Investigation (SECCHI) ("Investigación Heliosférica y de Conexión Coronal Sol-Tierra"), tiene cinco cámaras: una para imágenes bajo condiciones de ultravioleta extrema y dos coronógrafos (colectivamente conocidos como Sun Centered Instrument Package o SCIP), las cuales fotografían el disco solar y su corona externa e interna, y dos cámaras heliosféricas (llamadas HI), las que registran el espacio entre el Sol y la Tierra. El propósito del SECCHI es estudiar la evolución tridimensional de las eyecciones de masa coronal desde el viaje de la misión hasta la superficie solar a través de la corona, y sus impactos en la Tierra.

- In-situ Measurements of Particles and CME Transients (IMPACT) ("Mediciones in-situ de Partículas y de Corrientes Transitorias de las EMC"), estudia las partículas energéticas solares y la distribución tridimensional de los electrones de los vientos solares y el campo magnético interplanetario.

- PLAsma and SupraThermal Ion Composition (PLASTIC) ("Composición del Plasma y de los Iones Supratermales"), estudia las características plasmáticas de los protones, partículas alfa e iones pesados.

- STEREO/WAVES (SWAVES) es un transistor de radio que estudia las distorsiones de ondas durante el viaje desde el sol a la órbita terrestre.

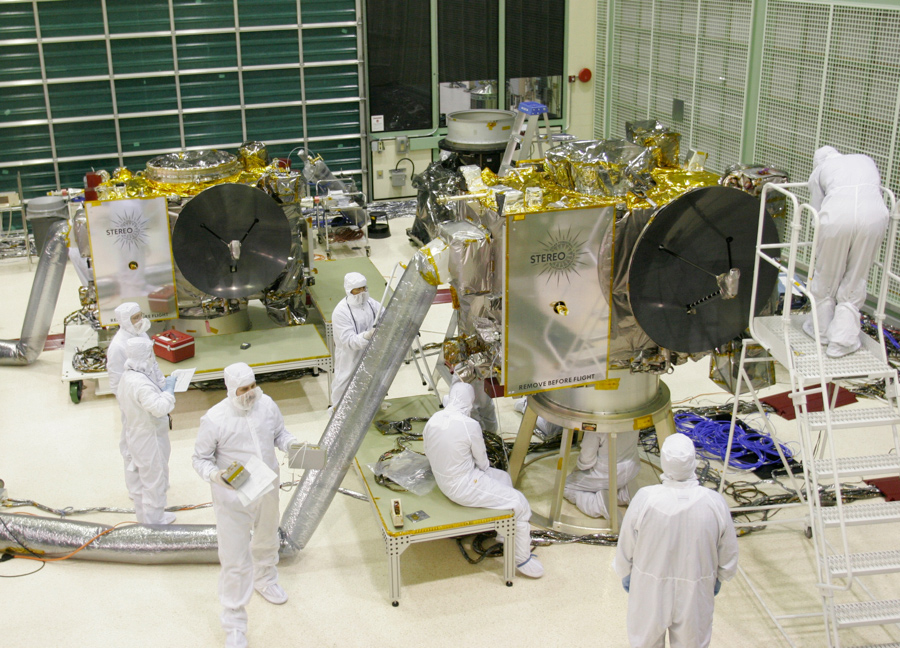
Espacio de Pruebas de STEREO, en la sala limpia del centro espacial Goddard.
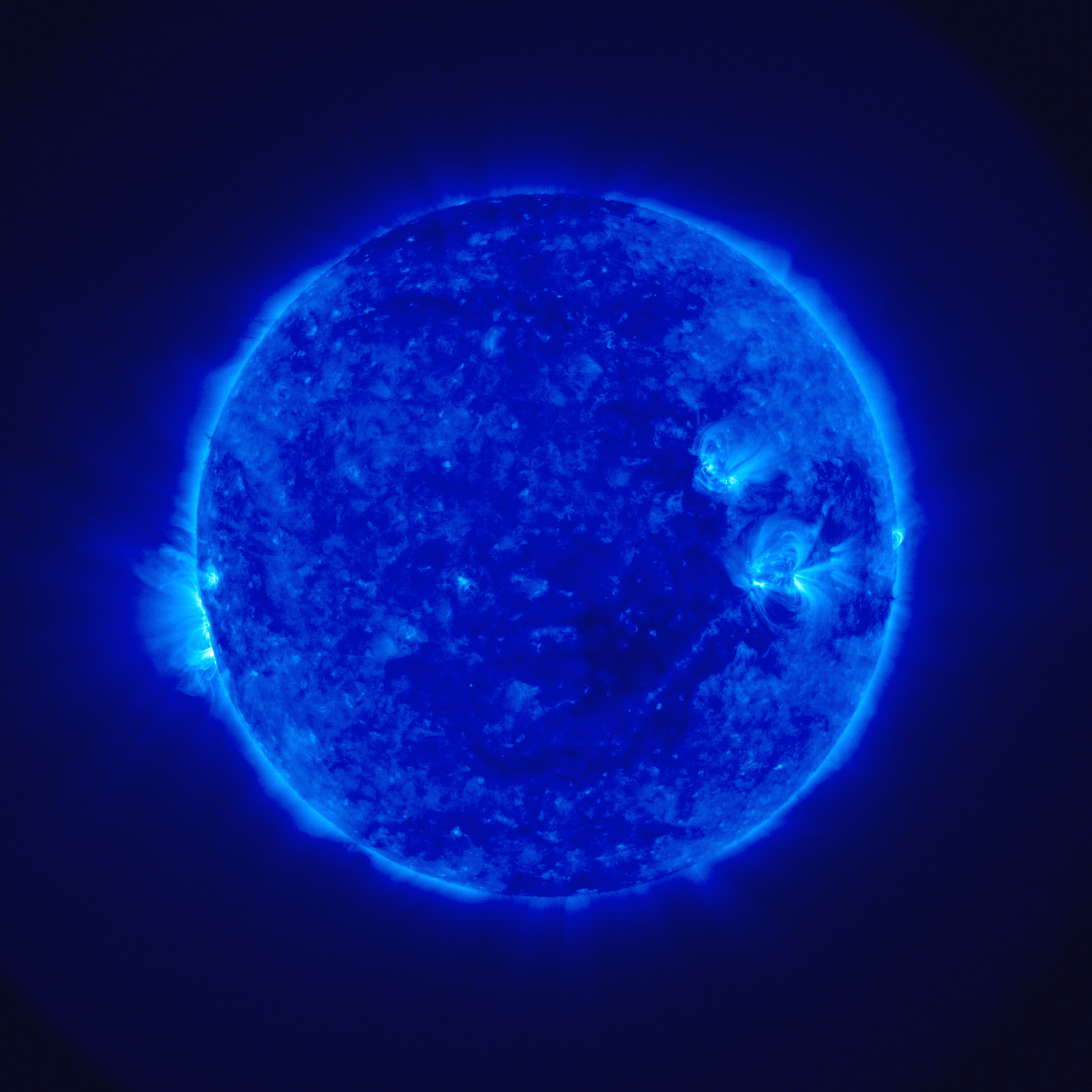
Una de las primeras imágenes del Sol tomadas por STEREO.
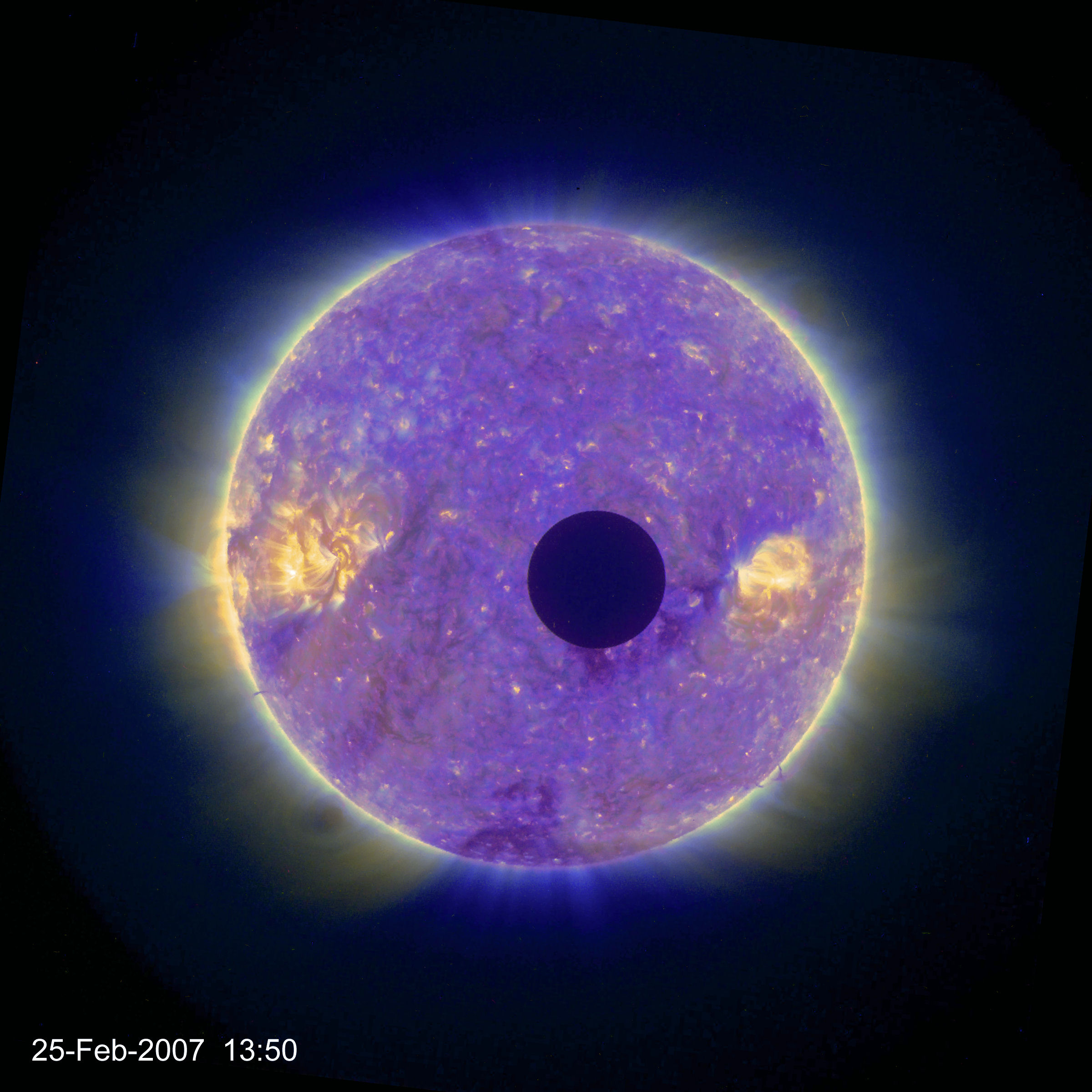
La Luna pasando frente al Sol, vista desde una de las sondas, el 25 de febrero de 2007
Imagen del Sol en 3D tomada por la misión.